# Bergkirche (Oberneuschönberg)

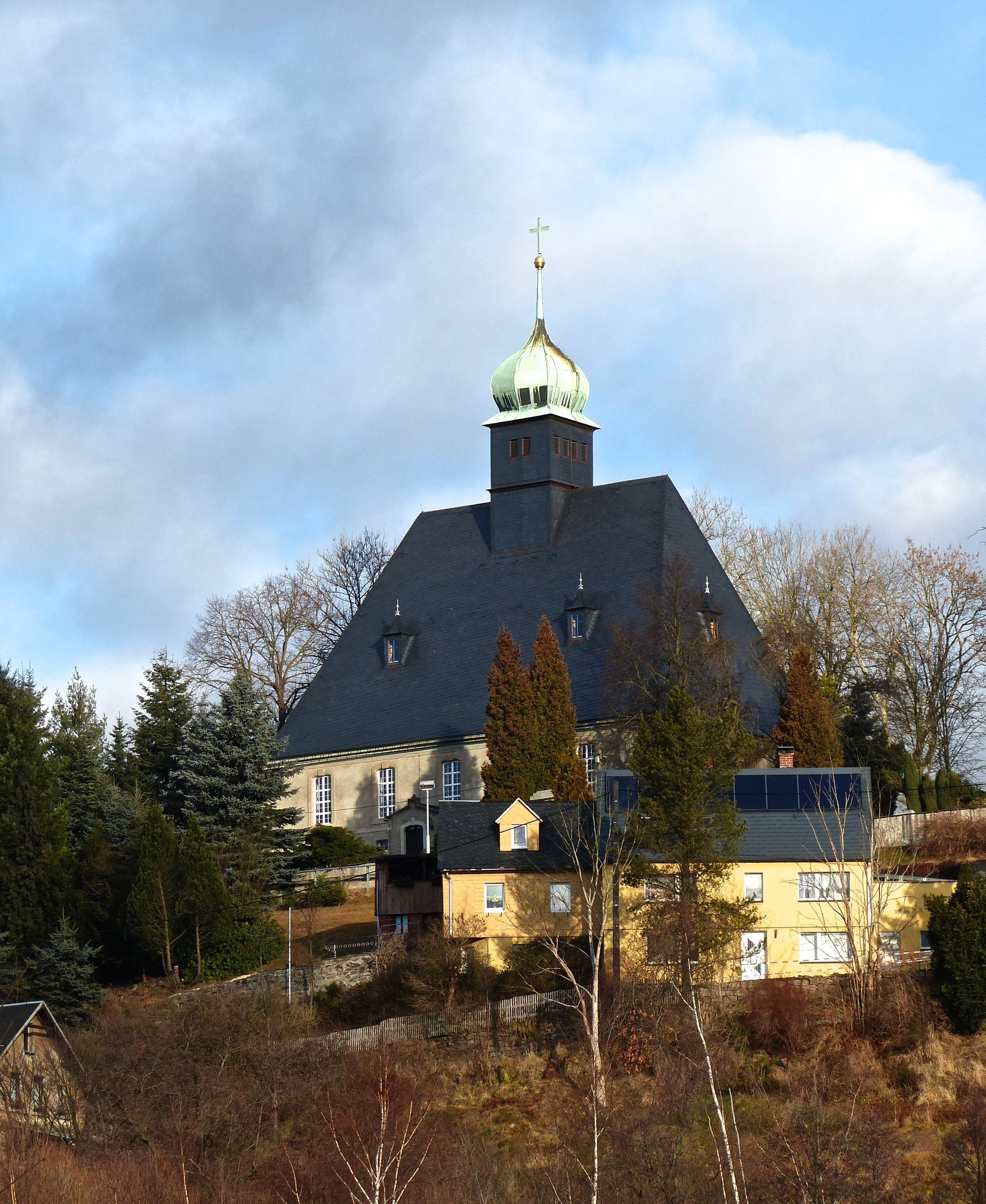
Bergkirche Oberneuschönberg

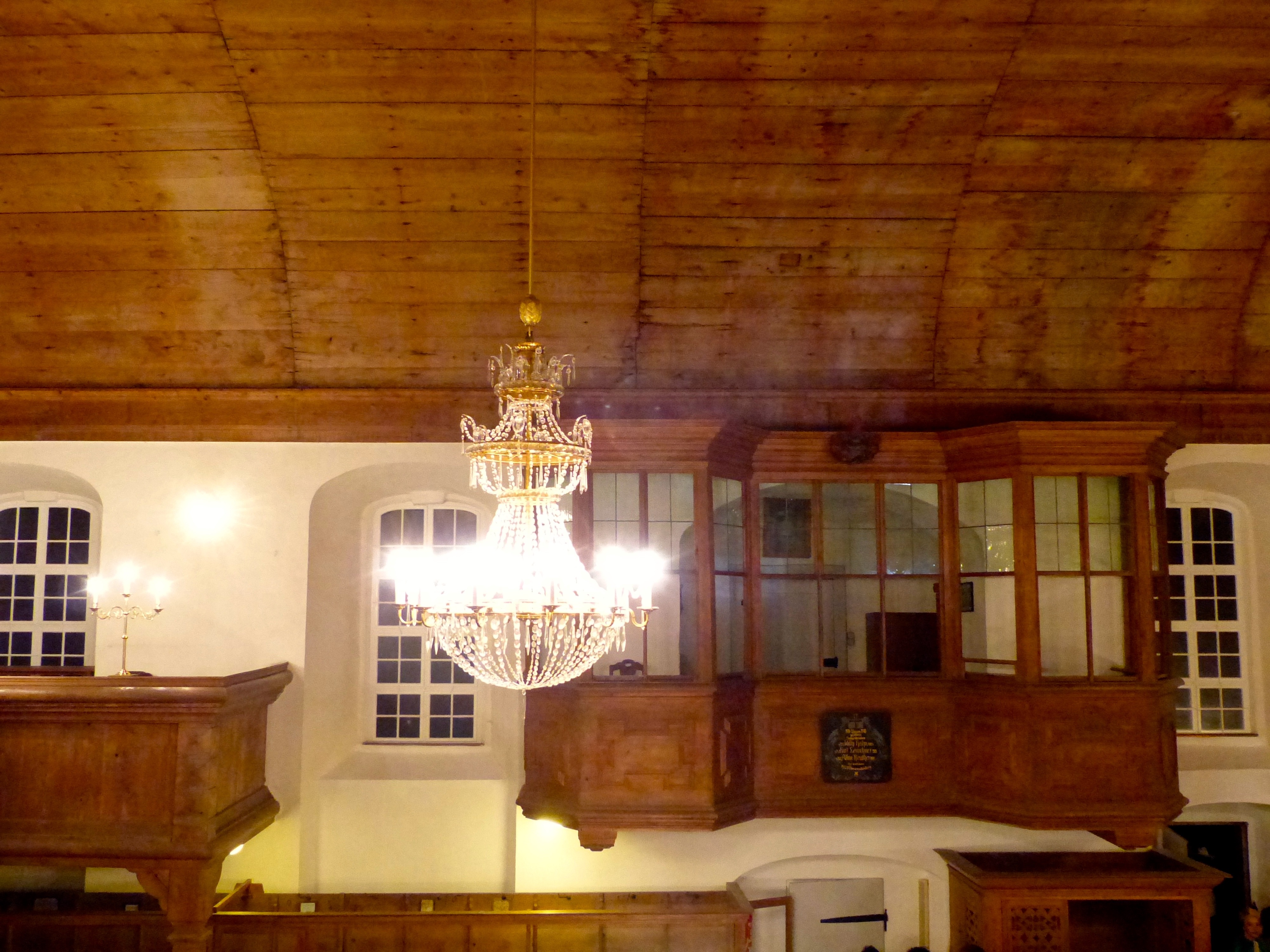
Holzverkleidetes Tonnengewölbe der Kirche mit dem Kronleuchter

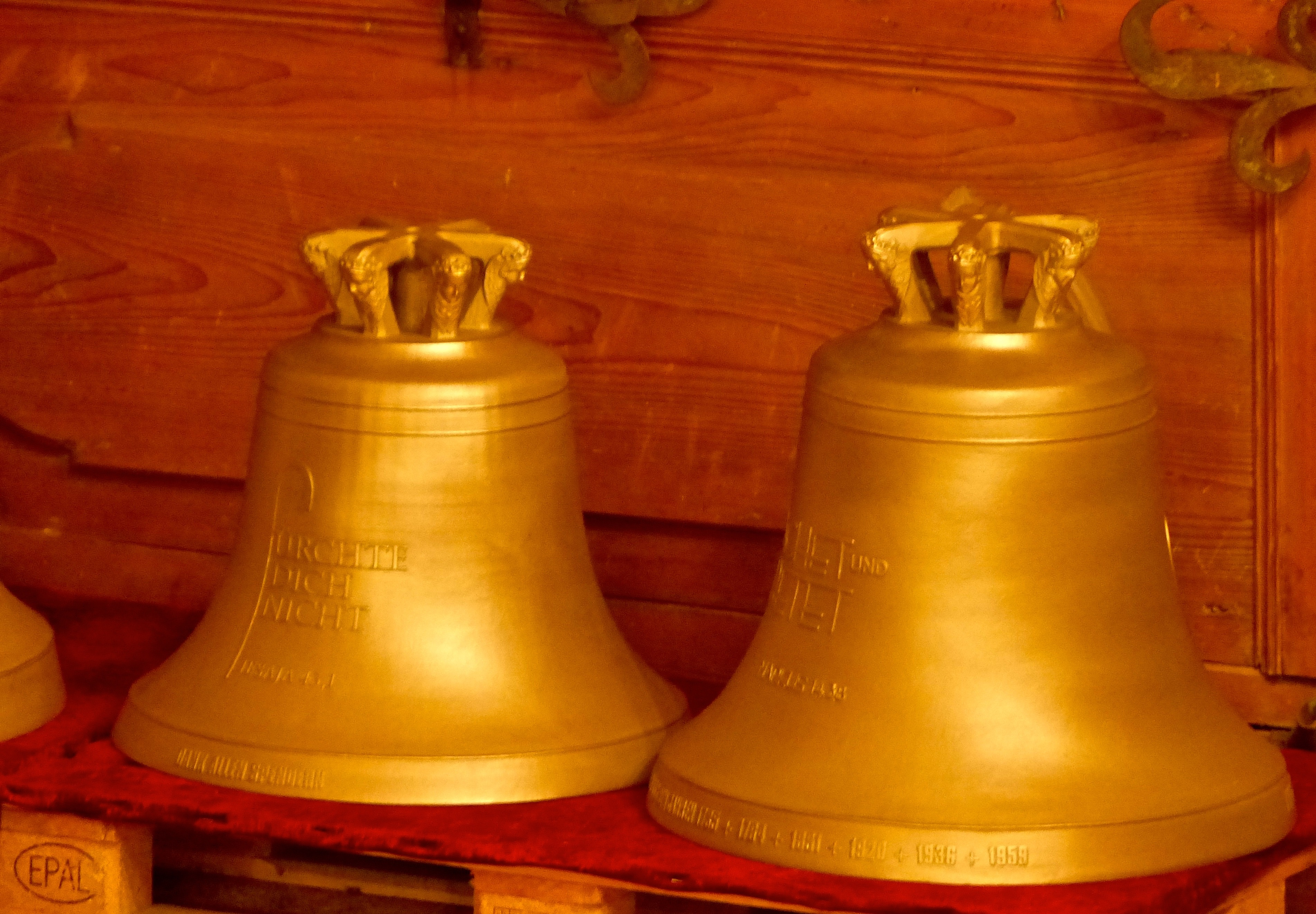
Die Kirchenglocken vor dem Einbau 2012

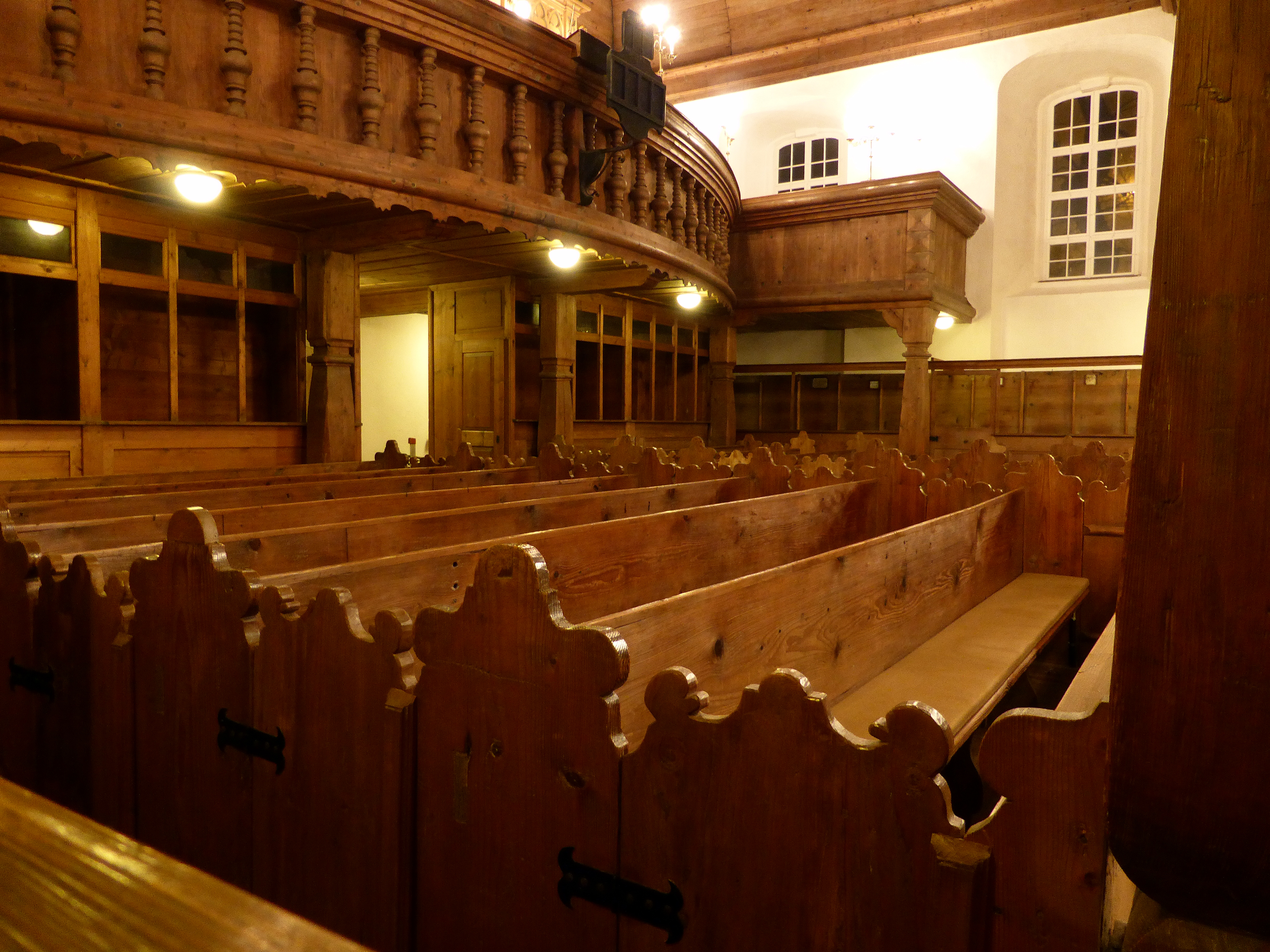
Kirchengestühl

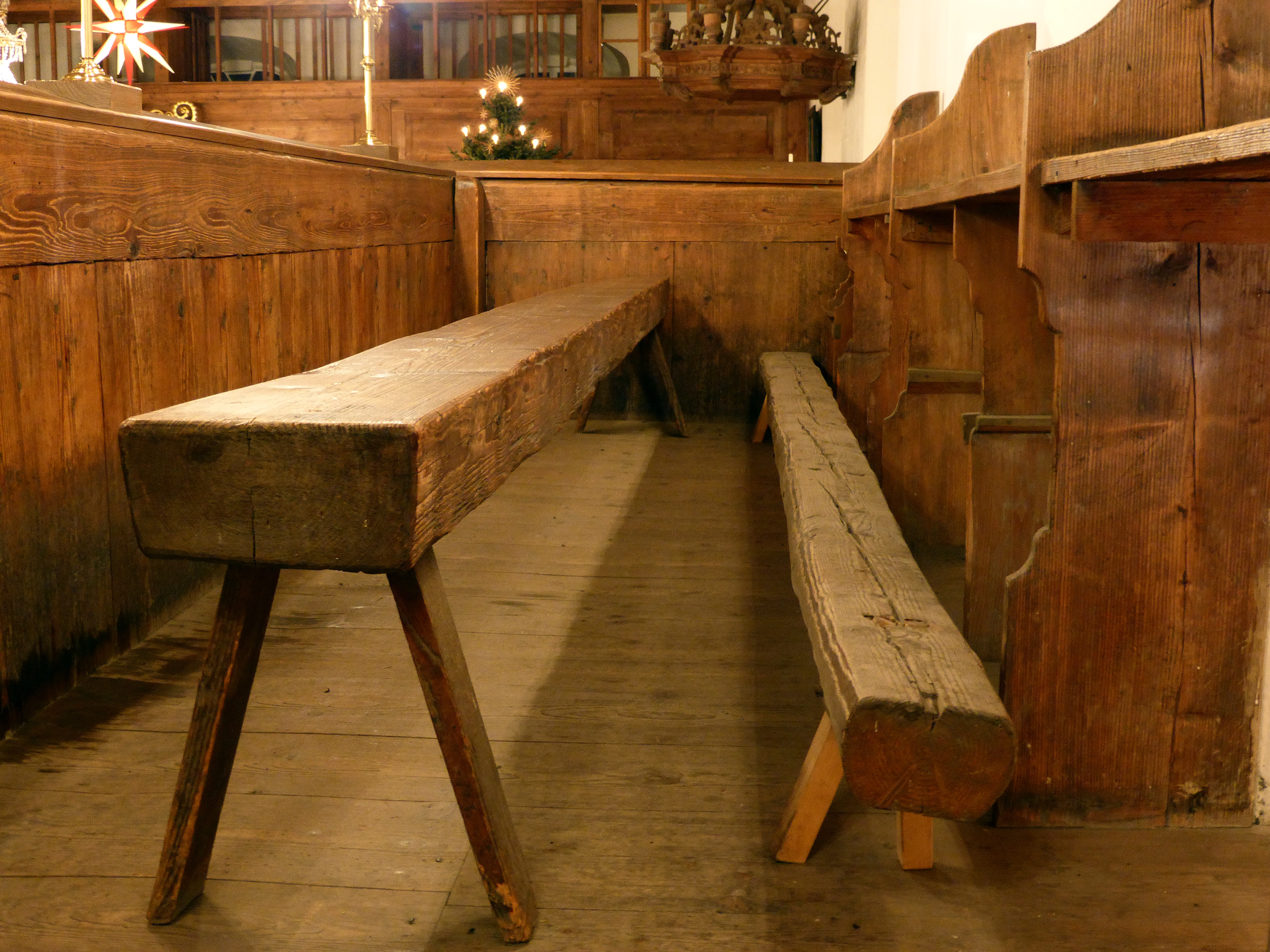
Kirchenbank auf der Orgelempore

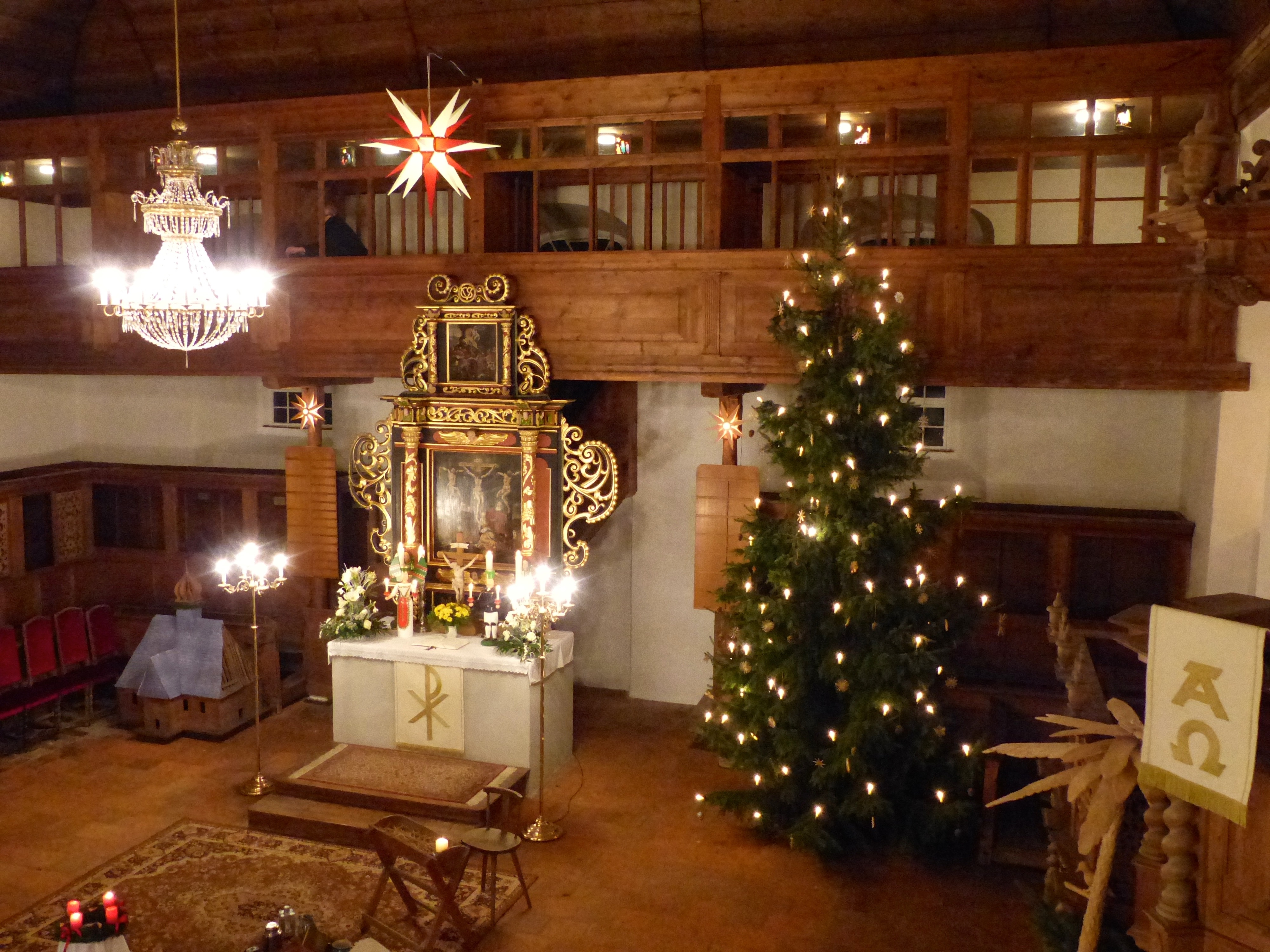
Altarraum am Heiligabend

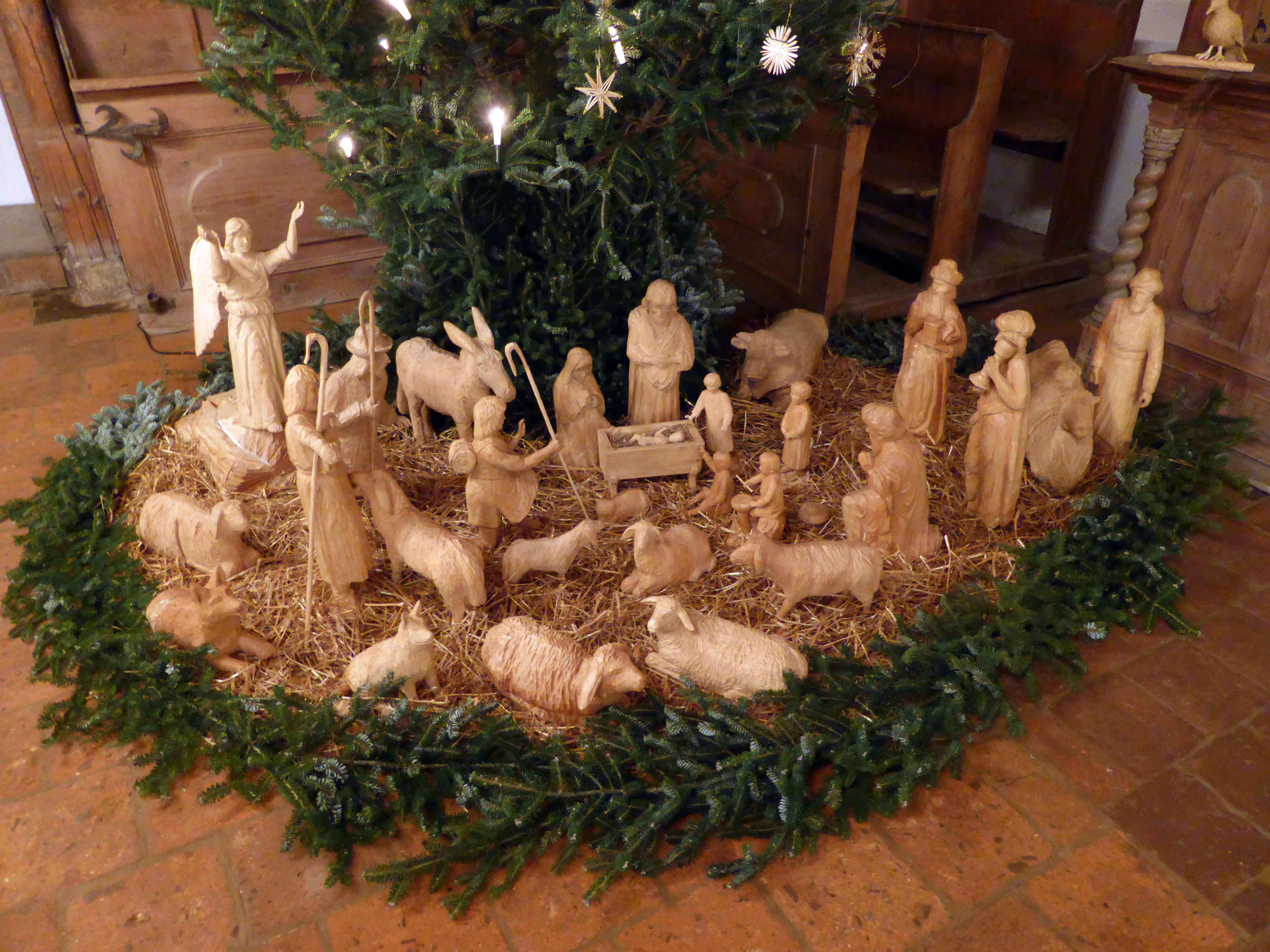
Geschnitzte Weihnachtskrippe der Kirche Oberneuschönberg

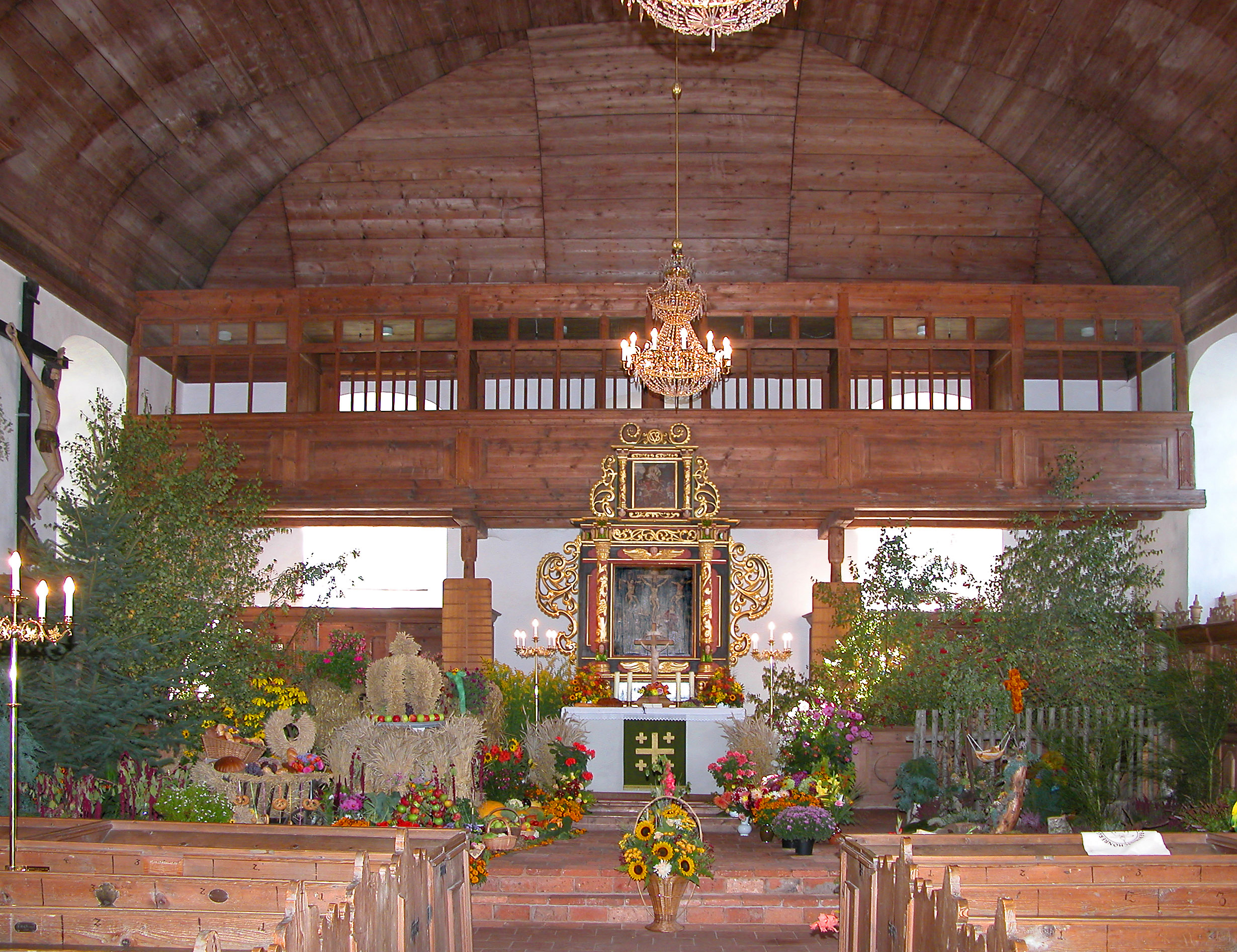
Erntedankfest in der Bergkirche

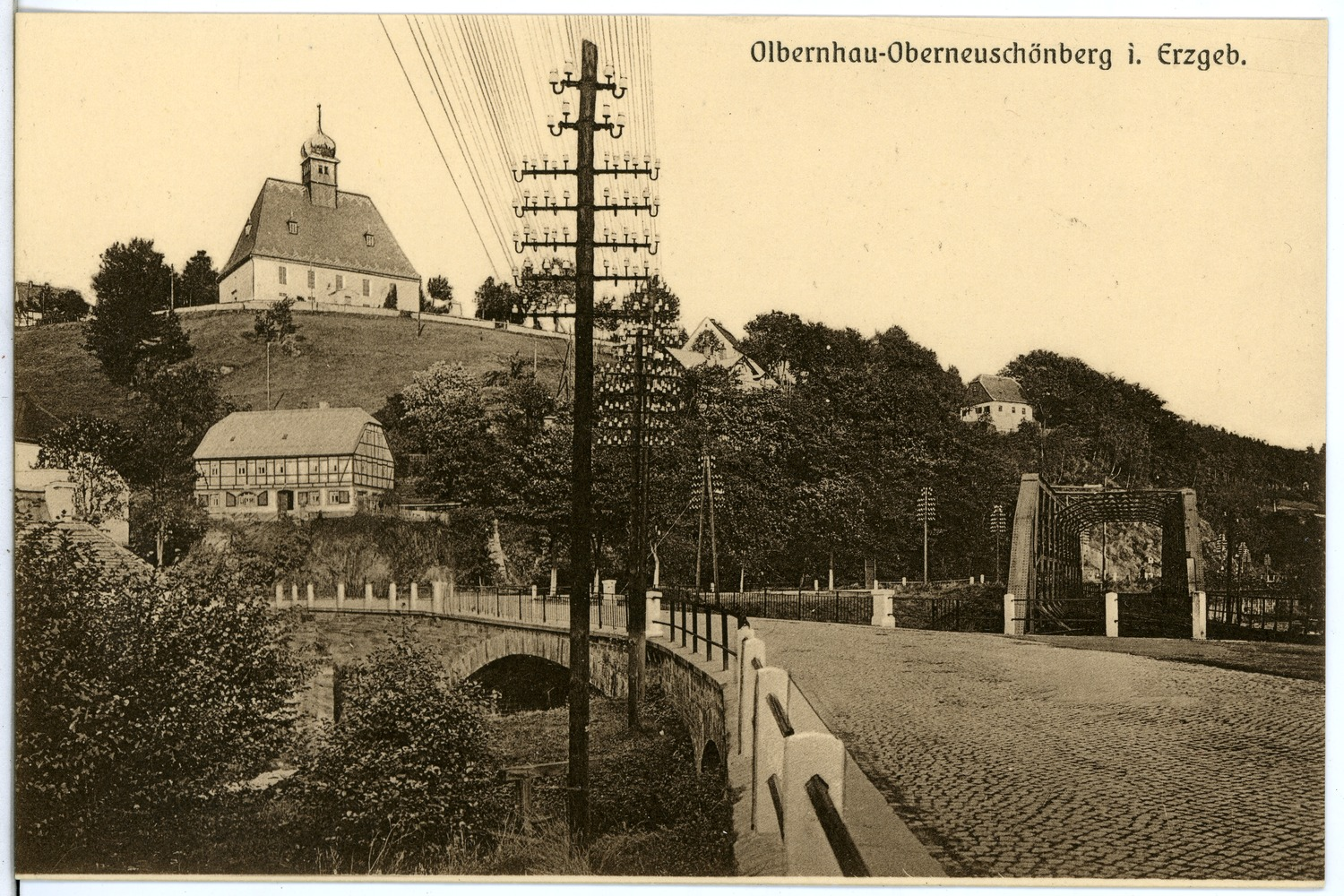
Hist. Ansichtskarte von Brück & Sohn

Die evangelisch-lutherische Bergkirche Oberneuschönberg in Olbernhau-Oberneuschönberg wurde 1659 als Exulantenkirche errichtet. Die hölzerne Ausstattung der Kirche wurde Ende des 17. Jahrhunderts angefertigt und ist zum großen Teil noch erhalten. Sie ist ortsbildprägend und als Kulturdenkmal eingestuft.

## Kirchenbau
Unmittelbar nach dem Dreißigjährigen Krieg siedelten sich an der historischen Grenze zwischen Böhmen und dem Kurfürstentum Sachsen zahlreiche evangelische Glaubensflüchtlinge an, die sogenannten Exulanten. Ausgelöst durch Edikte Kaiser Ferdinands III. gegen die Protestanten siedelten sich im Frühjahr 1651 auf sächsischem Gebiet acht evangelische Familien aus der Herrschaft Dux an, für die im Jahr 1659 begonnen wurde, am Hainberg eine Holzkirche als Filialkirche der Parochie Dörnthal zu errichten. Das Holz für den Kirchenbau sowie den ersten Altar stiftete Caspar von Schönberg. Die Kirche wurde am vierten Sonntag nach Ostern, an Kantate 1661 geweiht. Bereits 1663 wurde ein eigener Pfarrer, Nikolaus Thimmig, eingeführt.
Bereits 30 Jahre später wurde begonnen, eine größere, massive Kirche zu bauen. Das für den Bau notwendige Holz wurde von der Witwe Caspars von Schönberg zur Verfügung gestellt. Die einschiffige, mit Holzschindeln gedeckte Hallenkirche mit geradem Ostabschluss mit einem hölzernen Tonnengewölbe wurde von Christian Schupp aus Nossen und George Creer aus Schönfeld erbaut.  Die 24 m lange und 15,50 m breite Kirche wurde aus Bruchsteinen errichtet, die heute verputzt sind. Im November 1694 wurde die Kirche geweiht.
Das Gebäude wurde im 18. Jahrhundert durch zahlreiche Stürme (1764/65) und durch Blitzschlag (1775/1776) in Mitleidenschaft gezogen, so dass das Dach bereits 1783 und die gesamte Kirche 1811 bis 1814 rekonstruiert werden musste.
Das hohe, seit 1871 mit Schiefer gedeckte Walmdach wird mittig von einem viereckigen Dachreiter mit einer geschweiften Haube aus Kupfer bekrönt, die 1871 in der benachbarten Kupferhütte der Saigerhütte Grünthal hergestellt wurde.
An der Nordseite der Kirche befindet sich ein firsthoher Anbau mit einem Spitzgiebel, in dem die Sakristei untergebracht ist.
Das der Kirche vorgelagerte Eingangsportal und die schmiedeeiserne Außentreppe wurde im 19. Jahrhundert angebaut. Über dem Eingangsportal befindet sich ein Wappen, das den Schönbergschen Löwen zeigt.
Ein erstes kleines Pfarrhaus wurde 1664 eingerichtet. Es wurde in den Jahren 1839 bis 1841 durch ein neues Pfarrhaus ersetzt, das am Kirchweg 28 erbaut wurde.
Ursprünglich hatte die Kirche ein Geläut aus zwei Glocken, die bereits 1735 bzw. 1764 umgegossen werden mussten.  Im Jahr 1881 erhielt die Kirche drei neue Glocken, die in Dresden gegossen wurden. Die Inschriften der Kirchenglocken lauteten: Kommt, denn es ist alles bereit (Luc. 14,7); Wohl dem, der seine Hoffnung setzt auf den Herrn (Psalm 40, 5) und Danket dem Herrn und predigt seinen Namen (Psalm 105, 1). Im Jahr 1917 wurden die zwei  großen Glocken der Kirche im Zuge im Rahmen der Metallspende des deutschen Volkes demontiert und eingeschmolzen. Die als Ersatz 1936 installierten zwei  großen Glocken wurden 1942 beschlagnahmt und ebenfalls eingeschmolzen. Lediglich das kleine Sterbeglöckchen blieb der Kirche erhalten. Am 24. April 1960 wurde das neue Geläut, bestehend aus drei Stahlglocken, die die Firma Schilling aus Apolda gegossen hatte, installiert. 2012 wurden die Stahlglocken ersetzt. Das Geläut wurde im 21. September 2012 in der Glockengießerei Grassmayr in Innsbruck gegossen. Die Messingglocken wiegen zwischen 130 und 250 Kilogramm. Die größte der Glocken hat ein cis-Nominal und einen Durchmesser von 67 Zentimetern.
Im Jahr 1987 fand eine Neuverputzung der Außenfassade der Kirche statt. Im Jahr 2013 wurde das Dach der Kirche in Altdeutscher Deckung durch eine Olbernhauer Dachdeckerfirma neu eingedeckt.

## Ausstattung
Die vorwiegend aus unbehandeltem Holz gefertigte Verkleidung der Tonnendecke, das Kirchengestühl, Kanzel und die Altar- und Choremporen sind größtenteils noch im Original erhalten. Zu den ältesten Ausstattungsgegenständen zählen der farbige Taufstein aus Holz und der Ambo, die aus der alten Kirche erhalten sind. Die mit Schnitzereien verzierte Kanzel wurde Ende des 17. Jahrhunderts angefertigt. Das große Kruzifix in der Nähe der Kanzel datiert aus dem Jahr 1707. Neben dem großen Kruzifix verfügte die Kirche noch über ein Kruzifix aus Alabaster und eins aus Eisen, die 1715 bzw. 1848 gestiftet wurden.
Auf der Orgelempore wurde 1874 eine Orgel mit mechanischen Manualen der Thüringer Orgelbauer Ernst und Adolf Poppe aus Stadtroda errichtet. Im Jahr 2015 wurde die Poppe-Orgel durch die Firma Orgelbau Peiter aus Lengefeld für knapp 100.000 € restauriert. Dabei wurde der Orgelprospekt neu gefasst und die Orgelpfeifen aufgearbeitet.
Der Orgelempore gegenüber, hinter dem Altar nimmt die gesamte Kirchenbreite eine geschlossene Loge ein. Über dem Eingang zur Sakristei befindet sich darüber hinaus eine weitere, in Holz ausgeführte, geschlossene Loge: die ehemalige herrschaftliche Betstube.
Der weitgehend originale Fußboden der Kirche besteht aus handgefertigten Ziegelsteinen. Die Beleuchtung der Kirche wird hauptsächlich durch einen Kronleuchter aus Goldbronze und böhmischem Glas aus dem Jahr 1896 realisiert. Den Altarraum erleuchteten zwei Kandelaber aus Bronze, die im gleichen Jahr gestiftet wurden.
Die drei Altarbilder  für den barocken Altar wurden 1673 vom schwedischen Maler Andreas Nordling geschaffen. Sie zeigen den Zyklus Abendmahl – Kreuzigung – Auferstehung. Sie wurden 2004 zusammen mit dem über 300 Jahre alten geschnitzten Altar in der Werkstatt Peter Taubert in Dresden restauriert. Der restaurierte Altar wurde am Pfingstsonntag 2005 neu geweiht.

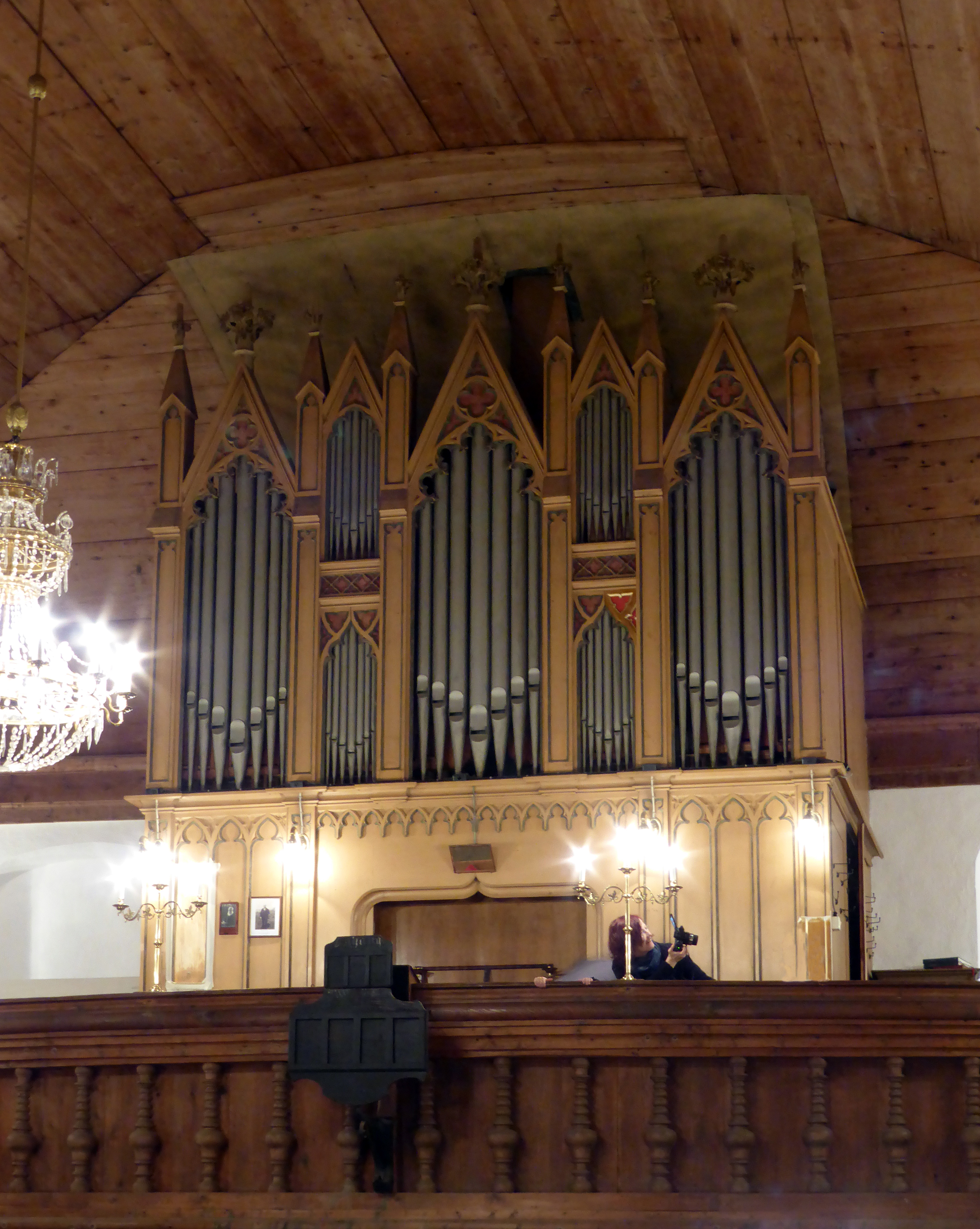
Poppe-Orgel
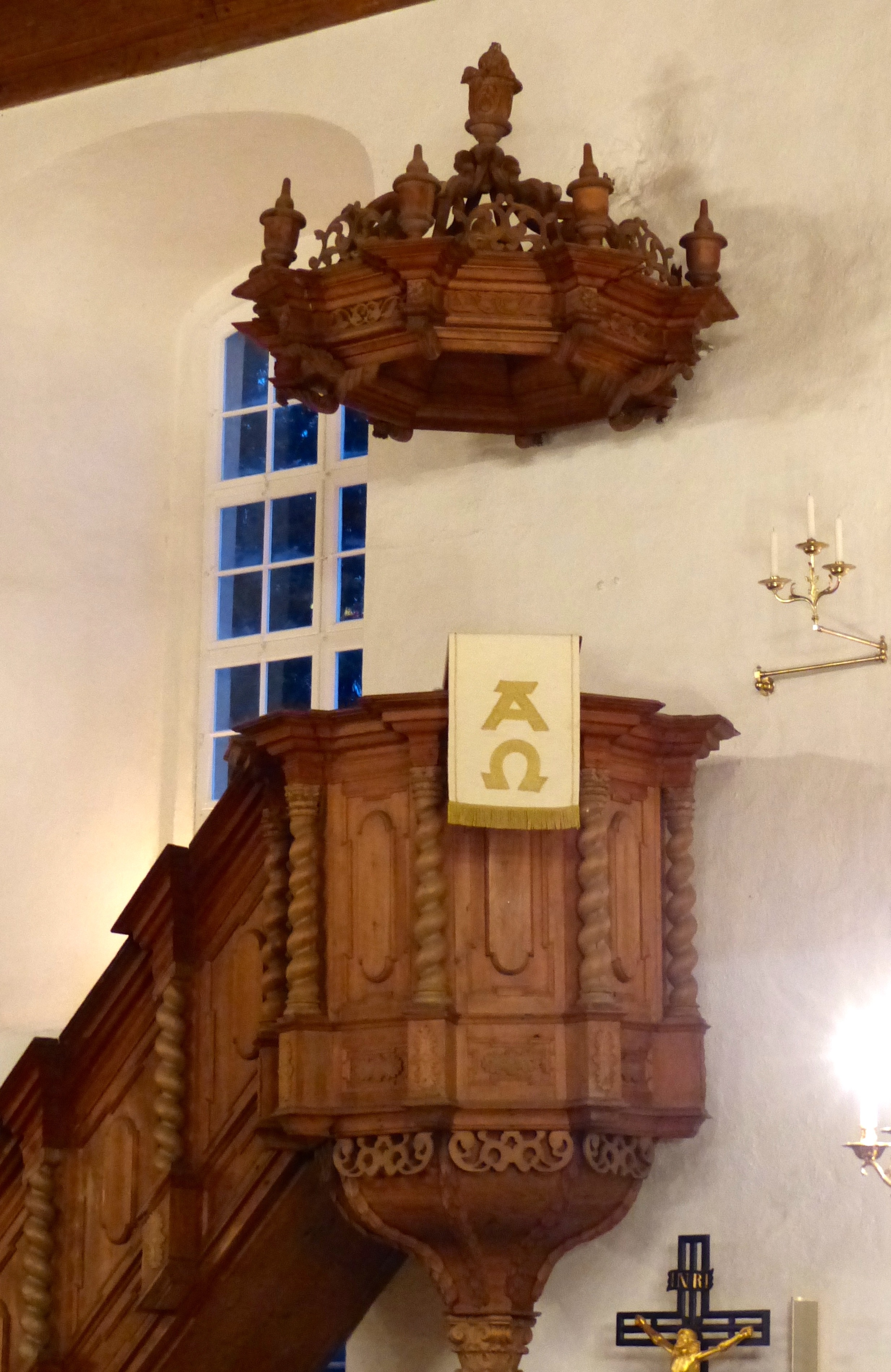
Kirchen-Kanzel
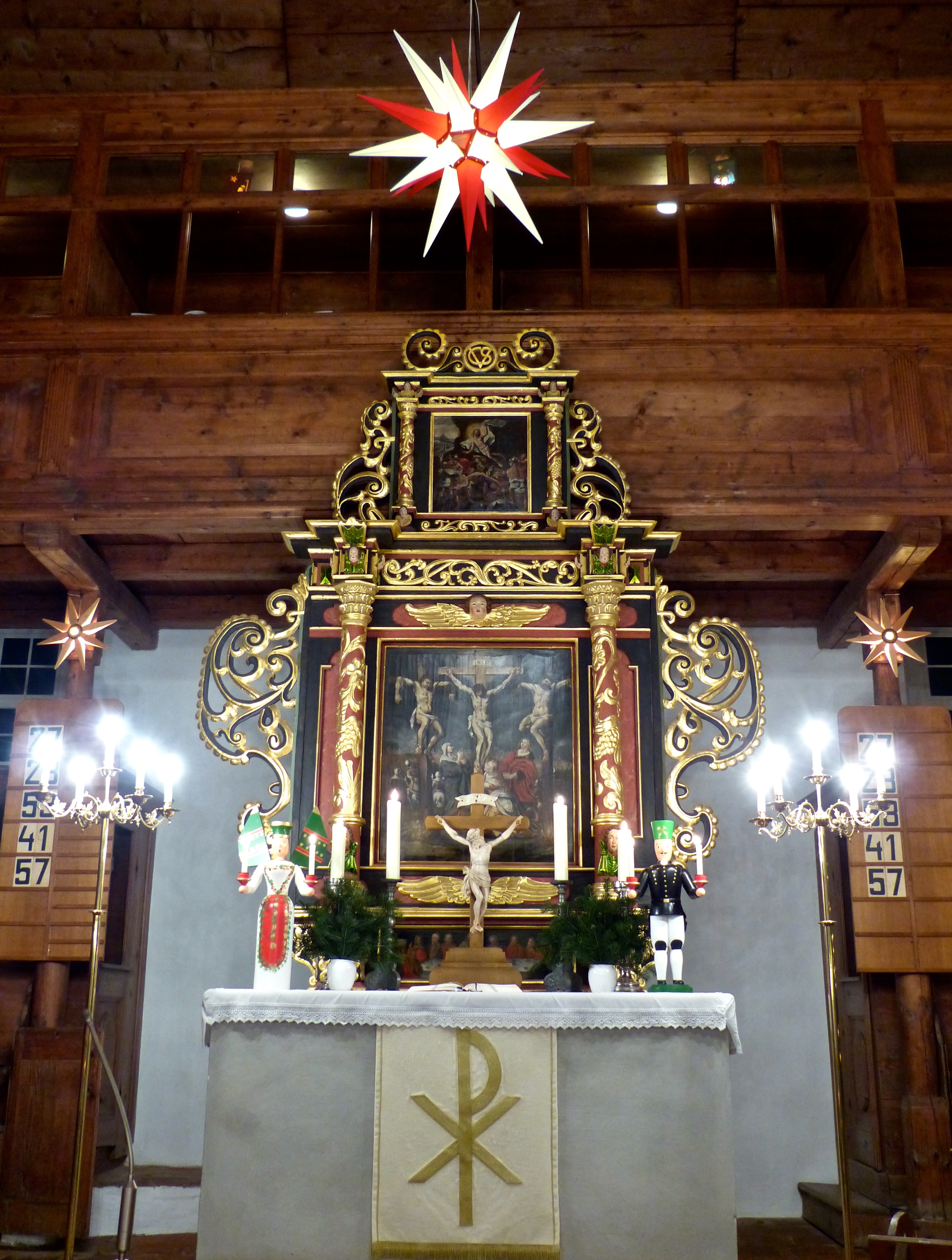
Altar am Heiligabend
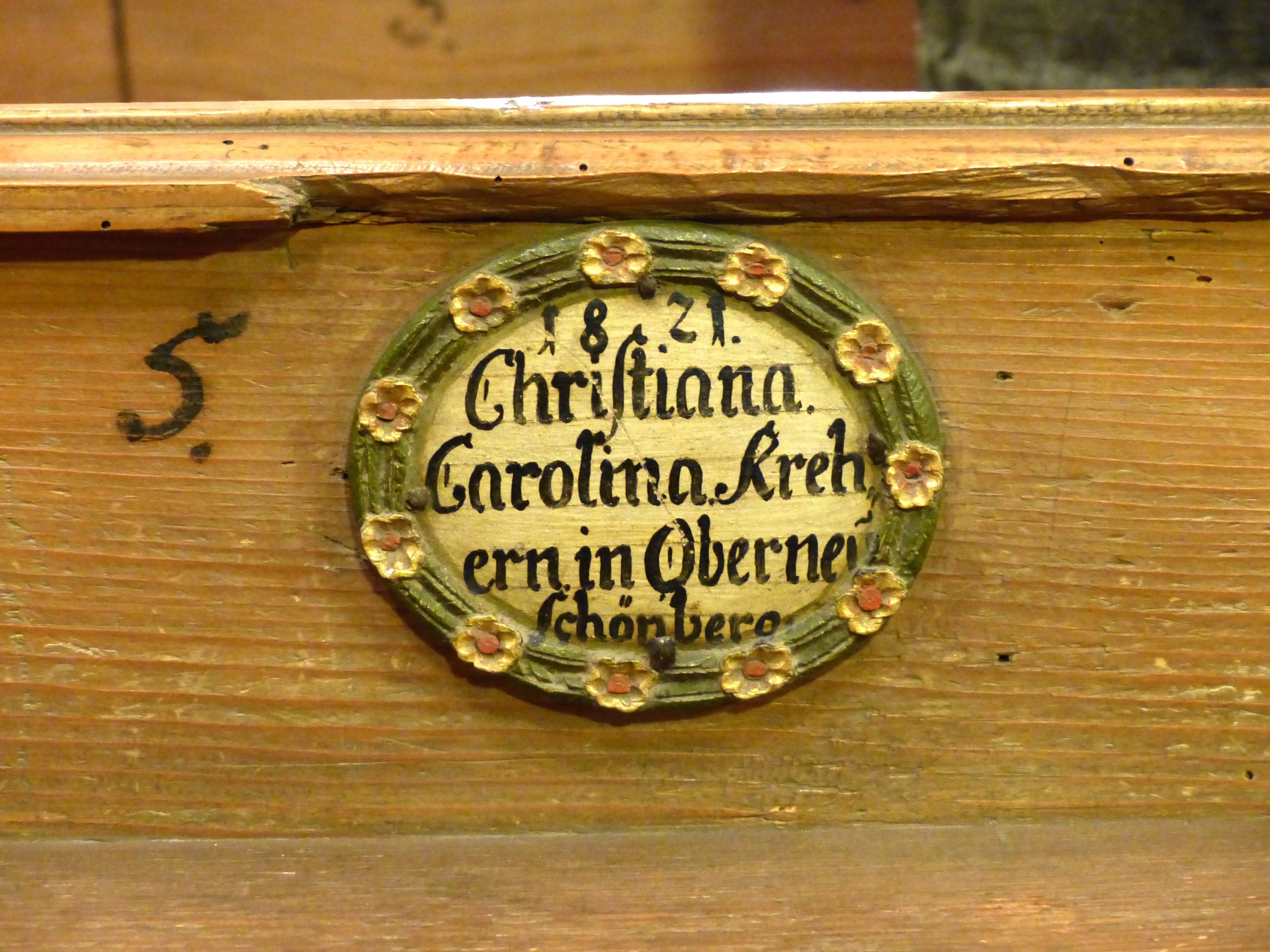
Kirchenbankschild (1821)

## Heutige Situation
Seit 2001 gehört die Kirche zur Kirchgemeinde Olbernhau-Oberneuschönberg. In der Kirche werden seit 2005 auch Gottesdienste in erzgebirgischer Mundart abgehalten.